# Chiesa e monastero di Santa Croce
La chiesa e il monastero di Santa Croce sono un complesso religioso di Caltanissetta, all'interno dell'omonimo quartiere comunemente detto della Badia.

## Storia
Il luogo in cui sorge l'attuale complesso era occupato dalla chiesa dedicata a santa Maria della Neve, accanto alla quale nel 1531 fu costruito un monastero per volontà del conte Antonio III Moncada. Nel 1590 il complesso fu dedicato alla Santa Croce in onore di una reliquia donata dalla contessa Moncada. Subì alcuni rimaneggiamenti tra la fine del XVI secolo e il XVII secolo, che riguardarono l'ingrandimento della chiesa e del monastero, la realizzazione di un nuovo giardino e l'ampliamento del terrazzo.

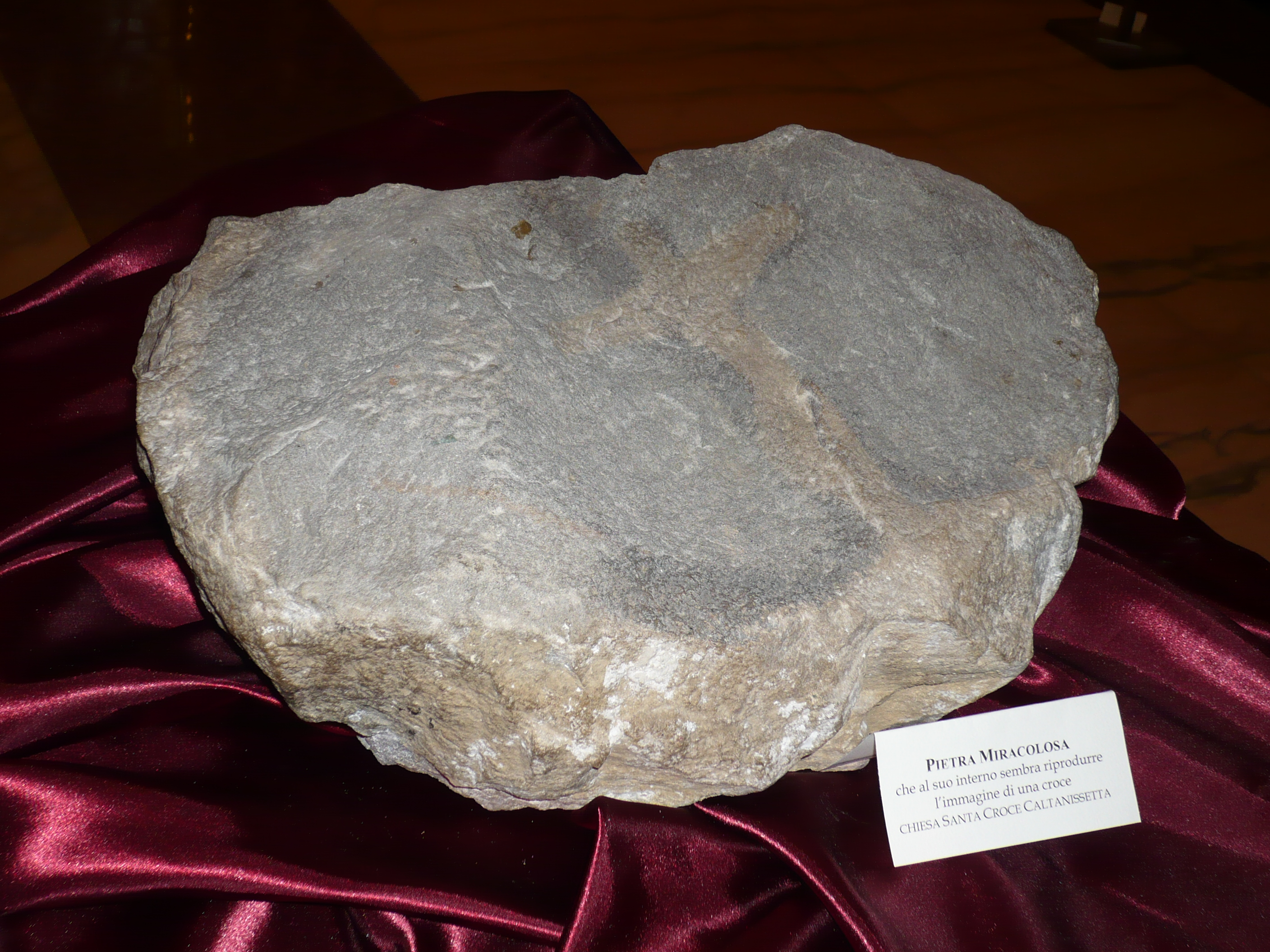
La roccia su cui è visibile il crocifisso

Nel 1660 vi fu donato un masso spaccato a metà, rinvenuto nei pressi di Santo Spirito da un contadino, all'interno del quale è visibile l'immagine del Cristo in croce; dopo l'improvvisa guarigione di una monaca paralizzata, una commissione istituita dal vescovo di Girgenti ne accertò il carattere miracoloso e ne autorizzò la venerazione, proclamando giorno di festa il 25 settembre, data del ritrovamento.
Il monastero continuò ad essere abitato dalle benedettine anche a seguito della soppressione degli ordini religiosi sancita dopo l'Unità d'Italia, ma nel 1908 le suore lasciarono la città. Nel 1912 l'ala nord del monastero fu adibita a scuola elementare femminile, e durante la Grande Guerra fu requisito per quattro anni.
Nel 1924 la chiesa venne elevata a parrocchia dal vescovo Monsignor Giovanni Iacono. Nel 1967, con la costruzione della via Medaglie d'Oro, fu demolito parte del monastero insieme ai resti della porta della Badia, già gravemente danneggiata dai bombardamenti del 1943.

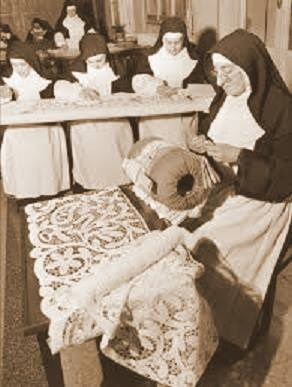
Monache benedettine di Santa Croce al tombolo
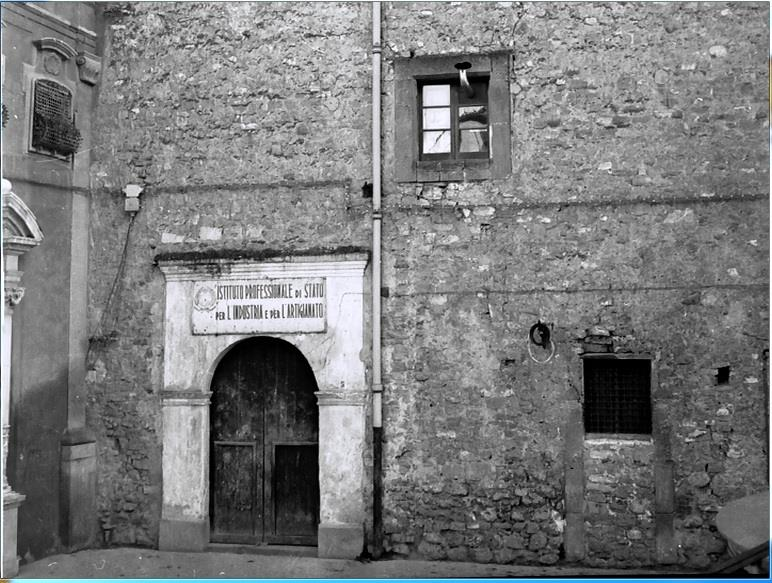
Istituto professionale nei locali del monastero
Il monastero durante i lavori del taglio di via Medaglie d'Oro
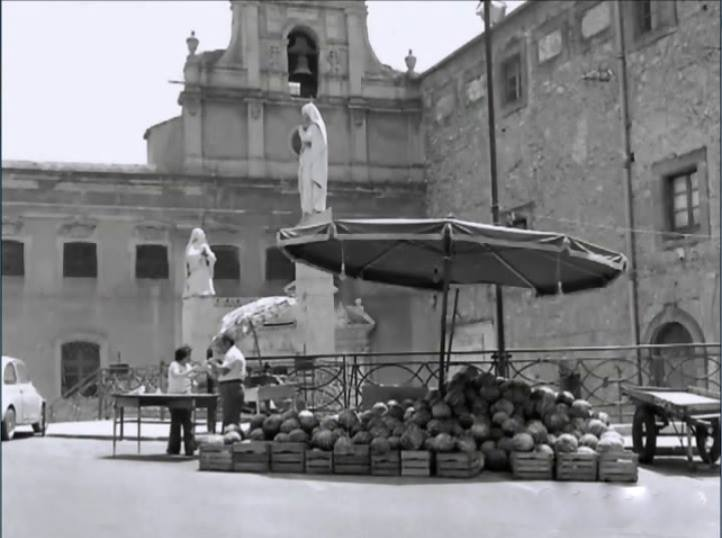
La chiesa negli anni sessanta

## Descrizione
La chiesa risulta in prospettiva da corso Vittorio Emanuele. È a navata unica e possiede una caratteristica facciata rossa a due ordini, spezzato dalle finestre contornate da cornici di arenaria e protette da gelosie di ferro, che permettevano alle monache di guardare la strada senza essere viste.

## Cucina

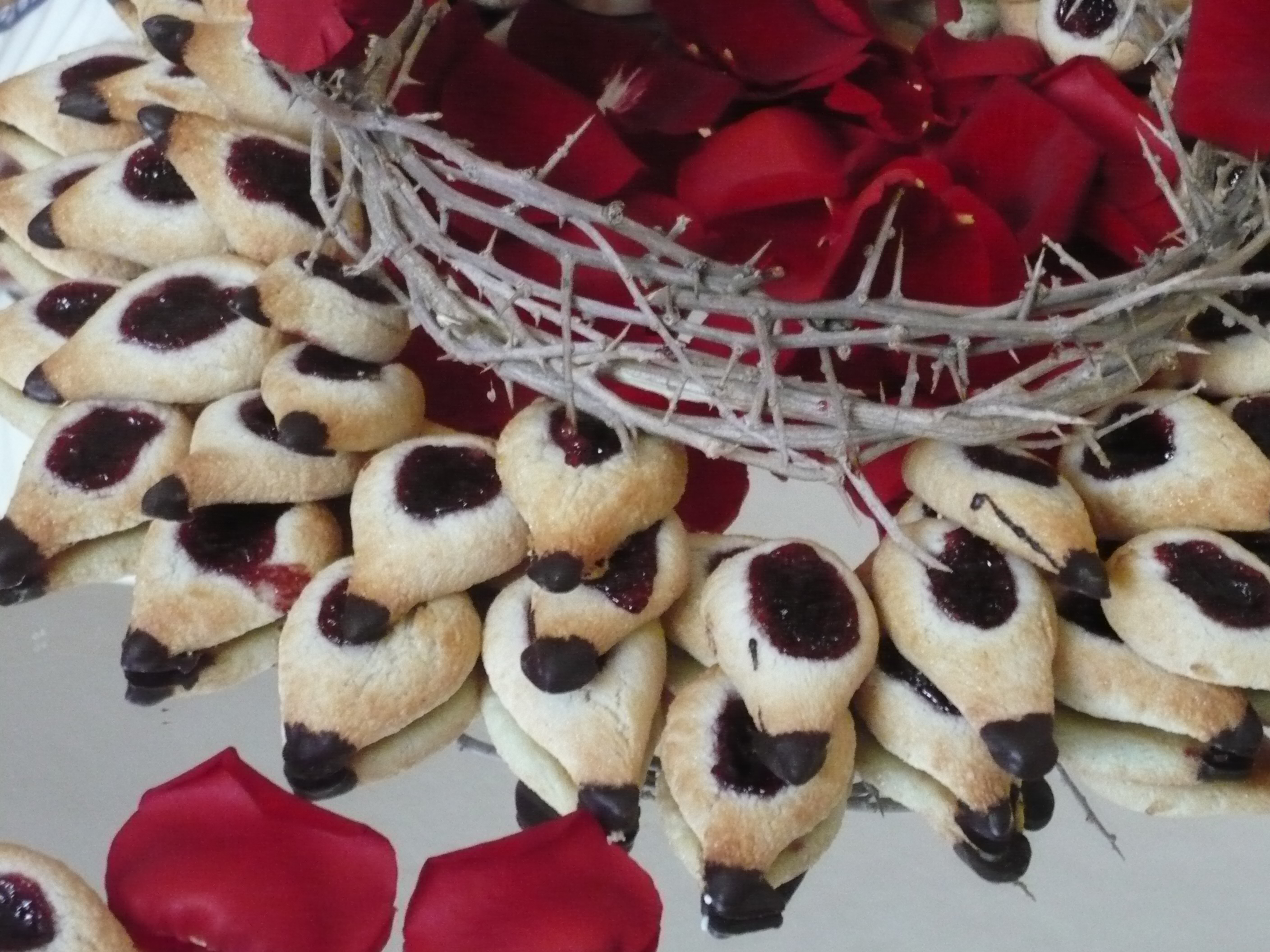
Le spine sante

Al monastero e alle benedettine che vi abitavano sono legati, insieme ad una moltitudine di dolci, due pasticcini tipici di Caltanissetta, le crocette e le spine sante, dolci in origine preparati annualmente in occasione della festa dell'esaltazione della Santa Croce, il 14 settembre, per ricambiare ai favori che le suore ricevevano dalle persone esterne al monastero. Cadute nel dimenticatoio dopo la partenza delle suore dalla città, sono state riscoperte negli anni 2010. Sono realizzate con prodotti tipici del comprensorio, tra cui mandorle, cotogne, scorze d'arancia, miele e alcune varietà locali di grano.